# Radio Guarachita
Radio Guarachita HIAW fue una estación de radio de Santo Domingo, República Dominicana, fundada en 1964. Ubicada en los 690 de Amplitud Modulada, sus transmisiones contribuyeron a la popularización de la bachata como género.

## Historia
Tras varios años de trabajar como locutor en distintas estaciones de radio, y luego de establecer una tienda de discos en Santo Domingo conocida como Discos Guarachita, Radhamés Aracena fundó Radio Guarachita en 1964. En 1965, luego de un año de pruebas, la emisora quedó establecida formalmente en la frecuencia 690 AM.
Radhamés ubicó su estación de radio en un edificio de dos plantas en la calle Palo Hincado, dentro de la Zona Colonial. Este edificio fue demolido posteriormente, como parte del proyecto que pretendía el rescate visual de la muralla de la ciudad de los tiempos de la colonia. En la planta alta estaban los estudios de Radio Guarachita y un radio-teatro con capacidad para 150 personas, donde se transmitían espectáculos en vivo.  La cabina también era abierta al público, con lo cual se lograba un contacto interactivo con la gente. En la planta baja había una tienda para la venta de productos electrónicos, tales como piezas para reparar radios y televisores.[cita requerida]
Su espectro de difusión en AM alcanzó la totalidad de la República, lo que motivó el surgimiento de una gran audiencia en la población rural. Tuvo programas interactivos en las que los locutores leían las cartas de los oyentes, quienes a la vez podían llamar y hacer anuncios públicos a cualquier hora del día. Este servicio de 24 horas incentivó a los oyentes a estar sintonizados todo el día, a la espera de noticias de último momento. A menudo se dio el caso de personas que emigraban del campo a la ciudad, sin saber siquiera la dirección de sus familiares. Estas personas iban a Radio Guarachita, anunciaban su llegada y sus familiares, al escucharlas, pasaban por la radio a buscarlos.
Después de unos años, Aracena creó un estudio de grabación en su casa, abrió una fábrica de prensado de discos y creó dos sellos discográficos: «Discos Guarachita» y «Zuni», nombre dado por su esposa, Zunilda. «Empresas la Guarachita» constituyó un elemento fundamental para la difusión de la bachata de la República Dominicana.
Bachateros  como José Manuel Calderón, Leonardo Paniagua, Blas Duran, Eladio Romero Santos, Edilio Paredes, y Ramón Cordero trabajaron para Radio Guarachita, y esta labor se constituyó en parte fundamental de su popularidad. También exponentes del merengue típico estuvieron asociados con Radio Guarachita, entre ellos Tatico Henríquez, Fefita La Grande y Guandulito.
Con el paso del tiempo, la bachata ganó popularidad dentro de las clases sociales medias y altas, logrando una fuerte proyección internacional. Sellos discográficos del exterior con mayores recursos incursionaron en la bachata, generándose una fuerte competencia que debilitó el "monopolio" de la Guarachita . Buscando la modernización de la emisora, Aracena cambió Radio Guarachita de AM a FM, lo que determinó que su audiencia se limitara a Santo Domingo.
Pocos años después de la muerte de Aracena, en 1999, Radio Guarachita fue vendida al empresario  dominicano Juan López y posteriormente cerrada. No obstante, aún continúa siendo un referente en la memoria de los dominicanos, por su influencia en el desarrollo del género de la bachata.

## Relevancia
Radio Guarachita fue el buque insignia en la promoción de la bachata y pionera en los servicios sociales en 1964. Desde entonces emergió como un fenómeno que marcó un hito en la historia de la radiodifusión de la República Dominicana. Fue la primera emisora en transmitir y difundir la bachata, en ese entonces considerada una música vulgar.
Se recuerda a la locutora Marcia Matos y su forma particular de anunciar los días de la semana en La Guarachita.